# Carlos Cermeño
Carlos Eduardo Cermeño Uzcategui (Maturín, 8 agosto 1995) è un calciatore venezuelano, centrocampista della Portuguesa FC.

## Carriera

### Club
Carlos Cermeño si forma professionalmente nella prima divisione venezuelana, prima nel Monagas e poi dal 2013 al Deportivo Táchira dove rimane per 4 anni e conquistando un titolo nazionale nel 2015. Il 17 febbraio 2017 passa in prestito agli statunitensi del FC Dallas.

### Nazionale
Raccoglie varie presenze con le nazionali giovanili e partecipa al campionato sudamericano Under-20 nel 2015. Esordisce in nazionale maggiore il 24 marzo 2016 nella sfida contro il Perù terminata con un pareggio per 2-2.

## Statistiche

### Cronologia presenze e reti in nazionale
| Cronologia completa delle presenze e delle reti in nazionale ― Venezuela | Cronologia completa delle presenze e delle reti in nazionale ― Venezuela | Cronologia completa delle presenze e delle reti in nazionale ― Venezuela | Cronologia completa delle presenze e delle reti in nazionale ― Venezuela | Cronologia completa delle presenze e delle reti in nazionale ― Venezuela | Cronologia completa delle presenze e delle reti in nazionale ― Venezuela | Cronologia completa delle presenze e delle reti in nazionale ― Venezuela | Cronologia completa delle presenze e delle reti in nazionale ― Venezuela |
| Data                                                                     | Città                                                                    | In casa                                                                  | Risultato                                                                | Ospiti                                                                   | Competizione                                                             | Reti                                                                     | Note                                                                     |
| ------------------------------------------------------------------------ | ------------------------------------------------------------------------ | ------------------------------------------------------------------------ | ------------------------------------------------------------------------ | ------------------------------------------------------------------------ | ------------------------------------------------------------------------ | ------------------------------------------------------------------------ | ------------------------------------------------------------------------ |
| 25-3-2016                                                                | Maturín                                                                  | Venezuela                                                                | 2 – 2                                                                    | Perù                                                                     | Qual. Mondiali 2018                                                      | -                                                                        | 81’                                                                      |
| Totale                                                                   |                                                                          | Presenze                                                                 | 1                                                                        |                                                                          | Reti                                                                     | 0                                                                        |                                                                          |

## Palmarès

### Club

#### Competizioni nazionali
- Campionato venezuelano: 2

Deportivo Táchira: 2014-2015
Metropolitanos: 2022